# Du er god nok, Søren Brun
Du er god nok, Søren Brun (orig. You're a good man, Charlie Brown, også oversat til Du er en flink fyr, Søren Brun) er en musicalkomedie med tekst og musik af Clark Gesner og manuskript af John Gordon, baseret på karaktererne i tegneserien Radiserne, skabt af Charles M. Schulz. Historien handler om Søren Brun og alle hans venner, og giver et indblik i deres kvababbelser, overvejelser, sorger og glæder i en hverdag med lektier, baseball, madglæde og ikke mindst kærlighed.
Den første musical havde premiere udenfor Broadway 7. marts 1967 med Gary Burghoff i rollen som Søren Brun. Showet fik premiere på Broadway i 1971 og var et stort hit med sine 1.597 forestillinger. Musicalen fik et comeback med en opdateret udgave i 1999 med en ny dialog af Michael Mayer, samt nye sange og orkestrationer af Andrew Lippa. I denne nye opsætning blev karakteren Patty udskiftet med Søren Bruns lillesøster Nina Brun (Sally Brown).
Denne nye opsætning blev nomiret til fire Tony'er og vandt de to af dem: Bedste skuespiller – Roger Bart som Nuser/Snoopy og Bedste Skuespillerinde – Kristin Chenoweth som Nina/Sally). Da den nye opførelse havde kørt i tre år, opnåede den at blive USA's mest opførte teaterproduktion.

## Dansk udgave
Musicalen blev første gang opført professionelt i Danmark med en meget ung Claus Ryskjær i rollen som Nuser. Anden gang i i efteråret 2006 med en landsdækkende turné af HERO teaterproduktion i samarbejde med Aalborg Kongres og Kultur Center. Den fik premiere på Musikhuset Aarhus 20. september 2006.
Teksterne i den nye opsætning af musicalen er blevet oversat af Nina Munkholm Collet. 
Senest blev den opsat i maj 2008 – denne gang af Teatret Gorgerne på Teatret Zeppelin, med 6 medvirkende og et 5-mands orkester.

## Eksterne links
- Hjemmeside: Teatret Gorgerne Arkiveret 26. oktober 2020 hos  Wayback Machine